# El dormilón
El dormilón (Sleeper en inglés) es una película estadounidense de 1973. Es la comedia "temprana" de Woody Allen. Construida como una sátira de las películas y los ideales futuristas, el cineasta neoyorquino evoca ambientes metálicos y situaciones absurdas, haciendo una comedia física (o slapstick) con una banda sonora jazzística compuesta por el propio Allen y su grupo de jazz de la época The New Orleans Funeral Ragtime Orchestra.
Aunque la influencia de 1984 de George Orwell se hace notar a lo largo de la película, está inicialmente basada en la novela de H. G. Wells When the Sleeper Wakes (1899) (revisada más adelante como The Sleeper Awakes, 1910).

## Argumento
Miles Monroe (Allen) es dueño de un establecimiento de "comida sana". Tras acudir a una operación de extirpación de amígdalas es congelado erróneamente, siendo despertado 200 años después, en el futuro, por un grupo de rebeldes que precisa una persona sin identidad para llevar a cabo sus planes de derrocamiento del dictador que gobierna el mundo.
Inicialmente Monroe se resiste e intenta escapar, haciéndose pasar por un mayordomo mecánico. El encuentro con una mujer, Luna (Diane Keaton), y una serie de desventuras y persecuciones acaban provocando que sea capturado y asimilado dentro del sistema que los rebeldes pretendían destruir.
Tras ser secuestrado de nuevo por éstos y sometido a un proceso de reeducación, Monroe acepta participar en la conspiración: su primera misión será informarse sobre el ultrasecreto proyecto AIRES, que felizmente se le acaba ofreciendo como una oportunidad para lograr sus objetivos.

## Comentarios
El humor de Woody Allen se muestra en todo su esplendor, dejando atrás la estructura de "sketch" de su anterior film, Todo lo que quiso saber sobre el sexo (1972). Las sátiras son desternillantes, como el hecho de que el gobernador totalitario sufra un atentado y sólo logre sobrevivir su nariz: la nariz sigue gobernando, mientras los científicos tratan de extraer células de su tejido y clonar al mandatario.
En otra escena, Miles descubre que la gran mayoría de las personas son frígidas, excepto algunas pocas de ascendencia latina y que atribuye a que algo había en el aire del Mar Caribe, y que para tener relaciones sexuales se necesita que la pareja entre en un aparato llamado "orgasmatrón". Solo así se puede sentir placer: a través de las máquinas, de lo artificial.
Inicialmente la película estaba planeada para tener una duración de 4 horas, en dos mitades. La primera sería la vida de Miles Monroe en el presente (1973) y la otra mitad en el futuro (año 2173), las dos partes se presentarían en una misma función con un intermedio.
El dormilón es una comedia clásica de Woody Allen, en la que igual homenajea al Volkswagen Sedán, parodia Un tranvía llamado deseo (la obra de teatro más conocida de Tennessee Williams) y las películas de ciencia ficción y de paso hace un comentario político, todo con los recursos cómicos de sus grandes ídolos: Buster Keaton y Charles Chaplin. También existe una referencia implícita a la historia La Nariz de Nikolái Gógol. Alguien, alguna vez, definió El dormilón como "la versión woodyalleniana del 1984 de George Orwell".